# マスターズ・オヴ・ダーツ
マスターズ・オヴ・ダーツ (Keuken Concurrent Masters of Darts) (MoD) は、プロフェッショナル・ダーツ・コーポレイション (PDC) が過去に開催していたダーツのトーナメントである。
2005年と2007年の2月に、オランダのヘンヘロにおいて、開催されていた。
このトーナメント以前にも、PDCとブリティッシュ・ダーツ・オーガナイゼイション (BDO) / ワールド・ダーツ・フェデレイション (WDF) のワールド・チャンピオンによる直接対決は存在したが、MoDは、1993年のダーツ界の分裂以降、PDCとBDO (WDF) の両団体から複数のトップ・プレイヤー達が参加する初のトーナメントとなった。
初開催時の2005年にBDOは、プレイヤーに参加しないよう大きな圧力をかけたため、招待を断ったBDO/WDFプレイヤーもいたが、当時、BDO/WDFプレイヤーの中で最高の経歴を持ち2005年のレイクサイド・チャンピオンであるレイモンド・ファン・バルネフェルトや2004年のレイクサイド・チャンピオンであるアンディ・フォーダムは、参加した。
2007年も、当初はPDC対BDO (WDF) という団体対決のトーナメントとして発表されたが、招待したBDO/WDFプレイヤーが、全員PDCに移籍したため、イングランド対オランダという国対決のトーナメントとなった。
なお、2007年を最後にMoDは、開催されていないが、PDCは、2007年11月にPDCとBDO (WDF) の垣根を越えたトーナメントであるグランド・スラム・オヴ・ダーツ (GSoD) を導入し、それ以降、毎年開催している。
GSoDは、イングランドで開催され、参加人数も、賞金総額も、MoDより規模の大きなトーナメントである。

## PDCオーダー・オヴ・メリットと賞金
このトーナメントは、PDCのワールド・ランキング・システムであるPDC オーダー・オヴ・メリット (PDC OoM) に反映されない。
このトーナメントの賞金は、以下の通りとなっているが、2005年の賞金における優勝と準優勝の賞金が参照先により異なるため、を上にを下に記す。
| 年   | 優勝              | 準優勝           | 準決勝  | ラスト8 | ラスト8 | 9位-10位 | ハイエスト・ チェクアウト | 9ダーター | 実総額            |
| 年   | 優勝              | 準優勝           | 準決勝  | 5位-6位 | 7位-8位 | 9位-10位 | ハイエスト・ チェクアウト | 9ダーター | 実総額            |
| ---- | ----------------- | ---------------- | ------- | ------- | ------- | -------- | ------------------------- | --------- | ----------------- |
| 2005 | €175,000 €150,000 | €100,000 €75,000 | €35,000 | €25,000 | €25,000 | -        | 不明                      | -         | €445,000 €395,000 |
| 2007 | €50,000           | €25,000          | €17,500 | €15,000 | €12,500 | €10,000  | 不明                      | €10,000   | €195,000          |

2005年における賞金総額は、(低い方の参照先の賞金額であっても) 全ダーツのトーナメント中、最も高かった。
2007年における賞金総額は、PDCのワールド・マッチプレイ、ワールド・グランプリなどより低く設定された。
BDO/WDFのレイクサイド・チャンピオンシップスの賞金総額もこのトーナメントより高い。
また、2007年は、団体間の垣根を越えたトーナメントが、4つ開催されている。
それらとの賞金額の比較は、次の通りである。
| 年   | 団体    | 大会                               | 賞金総額 | 優勝    | 準優勝  | 準決勝  | ラスト8 | ラスト8 | ラスト 16 (*10) | ラスト 32 (*24) | ラスト 64 (*56) | ハイエスト・ チェクアウト | 9ダーター |
| 年   | 団体    | 大会                               | 賞金総額 | 優勝    | 準優勝  | 準決勝  | 5位-6位 | 7位-8位 | ラスト 16 (*10) | ラスト 32 (*24) | ラスト 64 (*56) | ハイエスト・ チェクアウト | 9ダーター |
| ---- | ------- | ---------------------------------- | -------- | ------- | ------- | ------- | ------- | ------- | --------------- | --------------- | --------------- | ------------------------- | --------- |
| 2007 | PDC     | マスターズ・オヴ・ダーツ           | €195,000 | €50,000 | €25,000 | €17,500 | €15,000 | €12,500 | *€10,000        | -               | -               | 不明                      | €10,000   |
| 2007 | PDC WDF | インターナショナル・ダーツ・リーグ | €184,000 | €30,000 | €15,000 | €7,500  | €4,500  | €4,500  | €3,000          | €2,000          | *€1,000         | 不明                      | €26,000   |
| 2007 | PDC WDF | ワールド・ダーツ・トロフィ         | €194,000 | €45,000 | €22,500 | €11,250 | €6,000  | €6,000  | €3,000          | €2,000          | *€1,000         | 不明                      | -         |
| 2007 | PDC     | グランド・スラム・オヴ・ダーツ     | £300,000 | £80,000 | £35,000 | £15,000 | £10,000 | £10,000 | £6,000          | £4,000          | -               | £3,000                    | -         |

## 本戦の日程・会場・放送など
日程、会場、タイトル・スポンサー、テレビ放送などの情報は、以下の通りである。
| 年   | 開始日    | 終了日    | 開催日数 | 開催地   | 会場       | スポンサー        | 使用ボード           | テレビ放送 |
| ---- | --------- | --------- | -------- | -------- | ---------- | ----------------- | -------------------- | ---------- |
| 2005 | 2/7 (月)  | 2/13 (日) | 7        | ヘンヘロ | ExpoCenter | Keuken Concurrent | 不明                 | RTL 5      |
| 2007 | 2/10 (土) | 2/18 (日) | 7        | ヘンヘロ | ExpoCenter | Keuken Concurrent | MasterDarts Future I | SBS 6      |

## 形式
MoDは、グループ戦と準決勝から始まるシングル・エリミネイション・トーナメントであった。

### 本戦
グループ戦では、相手の団体 / 国のプレイヤー全員と1回ずつ戦う。
その結果、各団体 / 国の上位2名が、準決勝に出場できる。
2005年の準決勝は、各団体の1位と相手団体の2位が対戦し、決勝戦の出場者が片方の団体のみになることもありえたが、2007年は、各国の1位と2位が対戦し、決勝戦で各国の準決勝を勝ち抜いたプレイヤーが対戦する形式となった。

#### セット数
各年の各ラウンドにおけるセット数は、以下の通りである。
| 年   | グループ | 準決勝 | 決勝 |  | legs/set (best of) |
| ---- | -------- | ------ | ---- |  | ------------------ |
| 2005 | 7        | 9      | 13   |  | 不明               |
| 2007 | 5        | 11     | 13   |  | 5                  |

## 結果
このトーナメントの結果は、以下の通りである。

### 決勝戦
| 年   | チャンピオン                                | スコア | 準優勝                       |
| ---- | ------------------------------------------- | ------ | ---------------------------- |
| 2005 | フィル・テイラー (102.21)                   | 7 - 1  | アンディ・フォーダム (92.64) |
| 2007 | レイモンド・ファン・バルネフェルト (107.90) | 7 - 0  | ピーター・マンリー (94.66)   |

### ナイン・ダート・フィニッシュ
MoDで達成されたテレビ (生) 放送中のナイン・ダート・フィニッシュは、以下の通りである。
| 年   | 日付           | プレイヤー                   | ラウンド | セット | レッグ | 対戦相手                           | 方法                                 | 賞金    | レフェリー   | コメンテイター                          |
| ---- | -------------- | ---------------------------- | -------- | ------ | ------ | ---------------------------------- | ------------------------------------ | ------- | ------------ | --------------------------------------- |
| 2007 | 2007/2/17 (土) | マイケル・ヴァン・ガーウェン | 準決勝   | 5      | 2      | レイモンド・ファン・バルネフェルト | T20, T19 x 2; T20 x 3; T20, T17, D18 | €10,000 | ラス・ブレイ | ストゥーアト・パイク ロッド・ハリントン |

## 記録
このイヴェントの歴代の記録は、以下の通りである。

### 回数
ここでは、回数に関する記録を紹介する。
ただし、100以上の平均値となった対戦記録の回数は、#100以上の平均値の項で紹介する。

#### 最多優勝
- 1  フィル・テイラー,  レイモンド・ファン・バルネフェルト

#### ナイン・ダート・フィニッシュ
- 1  マイケル・ヴァン・ガーウェン

### 100以上の平均値

#### 1大会中の平均
以下は、2007年のみの結果である。
2005年は、フィル・テイラーが達成した可能性がある。
- レイモンド・ファン・バルネフェルト (101.44)
- フィル・テイラー (100.71)
- コリン・ロイド (100.12)

#### 最高対戦平均値
このトーナメントの最高は、コリン・ロイドの105.87である。
| 記録   | プレイヤー                         | 年   | ラウンド | 対戦相手                               |
| ------ | ---------------------------------- | ---- | -------- | -------------------------------------- |
| 104.49 | フィル・テイラー                   | 2005 | グループ | アンディ・フォーダム                   |
| 104.07 | フィル・テイラー                   | 2005 | グループ | トニー・デイビッド                     |
| 103.14 | フィル・テイラー                   | 2005 | グループ | コ・ストンプ                           |
| 102.21 | フィル・テイラー                   | 2005 | 決勝     | アンディ・フォーダム                   |
| 102.79 | マイケル・ヴァン・ガーウェン       | 2007 | グループ | フィル・テイラー                       |
| 102.57 | フィル・テイラー                   | 2007 | グループ | マイケル・ヴァン・ガーウェン           |
| 103.51 | フィル・テイラー                   | 2007 | グループ | ローランド・ショルテン                 |
| 105.80 | コリン・ロイド                     | 2007 | グループ | マイケル・ヴァン・ガーウェン           |
| 101.63 | マイケル・ヴァン・ガーウェン       | 2007 | グループ | コリン・ロイド                         |
| 102.29 | レイモンド・ファン・バルネフェルト | 2007 | グループ | フィル・テイラー                       |
| 101.81 | フィル・テイラー                   | 2007 | グループ | レイモンド・ファン・バルネフェルト     |
| 105.87 | コリン・ロイド                     | 2007 | グループ | ヴィンセント・ファン・デル・フォールト |
| 102.18 | レイモンド・ファン・バルネフェルト | 2007 | グループ | コリン・ロイド                         |
| 100.68 | フィル・テイラー                   | 2007 | グループ | ヴィンセント・ファン・デル・フォールト |
| 101.77 | レイモンド・ファン・バルネフェルト | 2007 | 準決勝   | マイケル・ヴァン・ガーウェン           |
| 104.23 | マイケル・ヴァン・ガーウェン       | 2007 | 準決勝   | レイモンド・ファン・バルネフェルト     |
| 101.77 | レイモンド・ファン・バルネフェルト | 2007 | 決勝     | ピーター・マンリー                     |

#### 回数
最多は、フィル・テイラーの8回である。
- 8  フィル・テイラー
- 4  レイモンド・ファン・バルネフェルト
- 3  マイケル・ヴァン・ガーウェン
- 2  コリン・ロイド

#### 両者共
このトーナメントでは、4回達成された。
- 2007年グループ (102.79)  マイケル・ヴァン・ガーウェン 3 v 0  フィル・テイラー (102.57)
- 2007年グループ (105.80)  コリン・ロイド 3 v 2  マイケル・ヴァン・ガーウェン (101.63)
- 2007年グループ (102.29)  レイモンド・ファン・バルネフェルト 3 v 0  フィル・テイラー (101.81)
- 2007年準決勝 (101.77)  レイモンド・ファン・バルネフェルト 6 v 4  マイケル・ヴァン・ガーウェン (104.33)